# Kim Shaw
Kim Shaw (Windsor, 20 maggio 1984) è un'attrice canadese naturalizzata statunitense.
Si è trasferita a Miami molto giovane ed è diventata cittadina statunitense nel 1998. Si è laureata presso l'American Academy of Dramatic Arts a New York.

## Filmografia

### Cinema
- Cartolina d'estate (Greetings from the Shore), regia di Greg Chwerchak (2007)
- The Babysitters, regia di David Ross (2007)
- Sex and the City, regia di Michael Patrick King (2008)
- Che fine hanno fatto i Morgan? (Did You Hear About the Morgans?), regia di Marc Lawrence (2009)
- Lei è troppo per me (She's Out of My League), regia di Jim Field Smith (2010)
- Christine, regia di Antonio Campos (2016)

### Televisione
- Gamekillers, regia di Gary Freedman – film TV (2006)
- Law & Order - I due volti della giustizia (Law & Order) – serie TV, episodio 17x08 (2006)
- Gossip Girl – serie TV, episodio 1x05 (2007)
- Important Things with Demetri Martin – serie TV, episodi 1x02-1x03 (2009)
- Cupid – serie TV, episodio 1x06 (2009)
- White Collar – serie TV, episodio 1x05 (2009)
- The Good Wife – serie TV, episodi 1x09-1x13-2x02 (2009-2010)
- Glory Daze – serie TV, episodi 1x07-1x10 (2010)
- Royal Pains – serie TV, episodio 3x15 (2012)
- In cerca di Jane (I Just Want My Pants Back) – serie TV, 12 episodi (2012)
- How I Met Your Mother – serie TV, episodio 8x03 (2012)
- Audrey – serie TV, 6 episodi (2012)
- NCIS - Unità anticrimine (NCIS) - serie TV, episodio 12x02 (2014)
- Le nozze dei Davers (Murder at the Mansion) - film TV, regia di Sam Irvin (2018)
- Due cuori e un tesoro (Christmas Scavenger Hunt), regia Marita Grabiak – film TV (2019)
- The Good Doctor - serie TV, episodio 4x06 (2020)
- Il menu di Natale (Christmas on the Menu) – film TV (2020)
- Rapimento in diretta (The Lead), regia di Philippe Gagnon (2020) - film TV
- You - serie TV, 5 episodi (2021)

## Doppiatrici italiane
Nelle versioni in italiano delle opere in cui ha recitato, Kim Shaw è stata doppiata da:
- Eleonora Reti in NCIS - Unità anticrimine, Due cuori e un tesoro, Rapimento in diretta
- Tiziana Avarista in Che fine hanno i Morgan?
- Letizia Scifoni in Lei è troppo per me
- Perla Liberatori in White Collar
- Gea Riva ne In cerca di Jane
- Giovanna Papandrea in How I Met Your Mother
- Letizia Ciampa in Blue Bloods, Good American Family
- Deborah Ciccorelli in Le nozze dei Davers
- Laura Croccolino ne Il menu di Natale
- Francesca Teresi in You